# Цветососы
Цветососы (лат. Prionochilus) — род певчих птиц из семейства цветоедовых.

## Ареал
Виды этого рода имеют более ограниченный ареал по сравнению с представителями рода Dicaeum. Они обитают на Филиппинах, Борнео, Суматре, Яве и Малаккском полуострове.

## Описание
Представителей рода Prionochilus отличает наличие десяти длинных маховых перьев на крыле и характерный голос. Исследования, проведённые на обоих родах, предполагают, что Dicaeum произошли от Prionochilus. Внутри рода выделяют шесть видов, что значительно меньше по сравнению с Dicaeum.
Как и другие цветоедовые, птицы рода Prionochilus небольшие: их длина составляет 9–10 см, а масса варьируется от 6 до 13 г. Все шесть видов имеют короткий, но широкий клюв. Окраска оперения у них довольно разнообразна. У четырёх из шести видов наблюдается половой диморфизм, при этом самцы, как правило, ярче окрашены. У этих же четырёх видов у самцов или самок есть белая полоса на горле, а у одного из видов на голове также присутствуют оранжевые или красные пятна.
Как и все представители семейства, цветососы питаются фруктами, нектаром и пыльцой лорантовых растений, а также другими плодами. Мелкие плоды они съедают целиком или выдавливают мякоть, выбрасывая кожицу, а крупные пробивают клювом, разделяют на части и проглатывают. В их рацион входят также насекомые и пауки. Однако информация о питании, как и о многих других аспектах биологии этого рода и семейства в целом, остаётся неполной, поэтому необходимы дальнейшие исследования.

## Таксономия

### Этимология
Название рода происходит от слов греч. πριων priōn, πριονος prionos — пила; χειλος kheilos — губа; что является отсылкой к зазубренным краям, расположенным вдоль клюва.

### Систематика
В состав рода включают 6 видов:
- Золотогрудый цветосос (Prionochilus maculatus)
- Зеленоспинный цветосос (Prionochilus olivaceus)
- Красногрудый цветосос (Prionochilus percussus)
- Палаванский цветосос (Prionochilus plateni)
- Рубиновогрудый цветосос (Prionochilus thoracicus)
- Желтопоясничный цветосос (Prionochilus xanthopygius)